# Anita Corbinová
Anita Corbinová (nepřechýleně Anita Corbin, * 1958) je britská fotografka. Mezi její fotografické cykly a samostatné výstavy patří projekty Visible Girls (1981) a First Women UK (2018).
Národní galerie portrétů Londýn uchovává osm jejích děl.